# Luzoir
Luzoir település Franciaországban, Aisne megyében. Lakosainak száma 267 fő (2022. január 1.). Luzoir Clairfontaine, Effry, Étréaupont, Gergny, Sommeron és Wimy községekkel határos.

## Népesség
A település népességének változása:
| Lakosok száma | 373  | 348  | 301  | 286  | 293  | 294  | 293  | 283  | 277  | 267  |
|               | 1962 | 1975 | 1990 | 2006 | 2011 | 2013 | 2016 | 2018 | 2020 | 2022 |